# AK-104
A AK-104 é uma versão encurtada de carabina da AK-103. A AK-102, AK-105, e AK-104 são muito semelhantes no design, a única diferença é o calibre e o tipo de carregador correspondente. A AK-104 tem câmara para disparar munição de 7,62×39mm.

## Projeto
Comparado com o AK-74M, AK-101, e AK-103, que são fuzis de tamanho completo de design semelhante, os AK-102, 104 e 105 apresentam canos encurtados que os tornam um meio termo entre um fuzil inteiro e o mais compacto AKS-74U. No entanto, o AK-104 também possui uma coronha de polímero sólido, de dobra lateral, ao contrário do mais curto, AKS-74U tem coronha esquelética. O AK-104 usa uma mira de ferro de tangente traseira entalhada ajustável calibrada em 100 m (110 yd) incrementos de 100 para 500 m (109 para 547 yd). A mira frontal é ajustável para elevação no campo. O ajuste horizontal é feito pela armadura antes da emissão. O AK-104 possui um impulsionador de recuo derivado da AKS-74U.
Revestimentos de proteção garantem excelente resistência à corrosão de peças metálicas. O antebraço, o carregador, a coronha e o cabo de pistola são feitos de plástico de alta resistência.
A série do AK de 100 são produzidos pelas fábricas Izhmash em Izhevsk, Rússia.

## Usuários
- Rússia[4]
- Venezuela: Produzido sob licença pela CAVIM ao lado do AK-103.[5]
- Síria: Um lote de AK-104 foi entregue à polícia do Ministério do Interior da Síria, "Antiterrorismo", na frente oriental de Ghouta, em Rif Dimashq.[6]